# Билас, Михаил Акимович
Михаил Акимович Билас (укр. Михайло Якимович Білас, 1 августа 1924, стр. Креховичи — 25 января 2016, Трускавец, Львовская область) — украинский мастер гобелена, модельер. Народный художник Украины (1995), член Союза художников Украины (1967).

## Жизноописание
В 27 лет отца — лесничего в третьем поколении — перевели на Дрогобиччину в село Медвежья. Михаил окончил Дрогобычскую гимназию, затем учился в хореографической студии. Имел замечательный голос, научился хорошо танцевать. Окончив класс по вокалу, пошел сразу на второй курс художественного училища И. Труша во Львове.
В 29 лет снова стал студентом отделение художественного текстиля Львовского института прикладного и декоративного мастерства (ныне Львовская Академия Искусств). Шесть лет напряженной учёбы в институте, который окончил в 1959 году.
В 1959—1973 годах Михаил Билас — старший и главный художник-модельер домов моделей в Львове, Харькове, Киеве. От 1967 года он — член Львовского Союза художников Украины.

## Творчество
Михаил Билас — автор экспозиции древнего периода Национального музея народного искусства Гуцульщни и Покутья (м. Черновцы), построенной в 1970—1972 годах.
Ассортимент произведений Михаила Биласа: гобелены, ковры, мини-гобелены, аппликации, вышитые коврики, сервети, куклы. Применяя различные техники ткачество, Михаил Билас создал неповторимые художественные работы — шедевры украинского искусства.
Художник постоянно проживает и творит в городе Трускавце Львівької области. В 1992 году здесь был открыт музей произведений художника. Произведения мастера хранятся во многих музеях Украины и в частных собраниях, в частности в Национальном музее народного искусства Гуцульщины и Покутья им. Й. Кобринского — 32 работы художника.
Михаил Билас — участник выставок в городах Коломне, Киеве, Львове, а также зарубежных — Канаде, США, Югославии, Бельгии, Франции, Германии, Индии и тому подобное. Великолепие сделанного этим украинским художником с триумфом увидел свет в 1960 году на международной выставке в Дели. Через год выставки прошли в Польше, Болгарии, Канаде, Франции, Германии, Румынии. Только дома, в СССР, в городе Львове, выставка Биласа состоялась аж через 7 лет. Затем — в 1970, 1977, 1984, 1991, 1992, 1999 годах; в Киеве — в 1978, 1992, Умань, Каневе — в 1978, Дрогобычи — 1986, Бельгии, Югославии, Тарту — в 1972, Харькове — в 1991, Москве — 1971, 1972, Ивано-Франковск — 1979, Коломыи — с 1971 по 1999 годы — 6 ежегодных выставок. Польша организовала ещё одну выставку в 1991 году.